# Armando Cortez
Armando Cortez e Almeida, mais conhecido por Armando Cortez GOIH (Anjos, Lisboa, 23 de janeiro de 1928 – Lisboa, 11 de abril de 2002), foi um actor, encenador, argumentista e produtor português.

## Biografia
Actor de teatro desde 1946, interpretou um sem número de autores, em peças como Coéforas, de Ésquilo.
Em 1964, é protagonista, com Francisco Nicholson, do programa Riso e Ritmo, da RTP.
Em 1982, aparece na série Pedro e Paulina. Dirigiu o musical Annie de Thomas Meehan para o Teatro Maria Matos (1983). Em 1984, participou no tele-romance Chuva na Areia da RTP. Em 1986, participa na telenovela Palavras Cruzadas. No ano de 1987 entra na série Lá em Casa Tudo Bem. 1988 é o ano da telenovela Passerelle.
Em 1992, participa na novela Cinzas. Seguem-se Verão Quente e Nico D'Obra, no ano de 1993.
No ano seguinte, participa em Na Paz dos Anjos. 1996 é o ano de Roseira Brava, da série Polícias e da novela Vidas de Sal.
Em 1997, participa em Filhos do Vento e A Grande Aposta. No ano seguinte participa em Terra Mãe e Os Lobos.
Em 2000, grava Esquadra de Polícia, A Raia dos Medos e Alves dos Reis. Entra também em Ajuste de Contas.
Foi agraciado por Jorge Sampaio com o grau de Grande-Oficial da Ordem do Infante D. Henrique (11 de Outubro de 2000).
No ano de 2001 participa na série O Processo dos Távoras, escrita por Francisco Moita Flores.
Foi director da Casa do Artista, instituição de apoio às artes performativas, que fundou juntamente com Raúl Solnado. A sala de espectáculos afecta a esta instituição foi baptizada em sua homenagem, chamando-se Teatro Armando Cortez.
Morreu aos 73 anos, em Lisboa, vítima de paragem cardiorrespiratória. As suas cinzas foram espalhadas no jardim da Casa do Artista.

## Vida pessoal
Neto materno duma prima em terceiro grau do 1.° Visconde de Roriz. Nasceu a 23 de janeiro de 1928 na freguesia dos Anjos, em Lisboa, embora tenha sido batizado na freguesia da Ajuda. Era filho de Luís Carlos da Cunha e Almeida, oficial do Exército, natural de Lamego (freguesia da Sé), e de Heloísa dos Santos Cortez da Cunha e Almeida, doméstica, natural de Lisboa (freguesia do Sacramento).
A 28 de novembro de 1950, casou primeira vez na igreja paroquial de Benfica, em Lisboa, com a atriz Fernanda Borsatti. Deste casamento nasceu, em 1953, José Eduardo da Fonseca Cortez e Almeida, Médico, casado com Anabela Ribeiro Fernandes Cortez e Almeida, com duas filhas (Inês Fernandes Cortez e Almeida e Margarida Fernandes Cortez e Almeida). Por sentença de 14 de janeiro de 1959, foi decretada a separação judicial de pessoas e bens entre o casal, tendo esta sido convertida em divórcio por sentença transitada em julgado a 7 de junho de 1976, já após a Revolução de 25 de Abril de 1974.
Do segundo casamento, com Maria Manuela Guerra Lima (Manuela Maria), nasceu, em 1968, o seu segundo filho, Pedro Lima Cortez e Almeida, arquitecto.

## Trabalhos
- 1946 - Coéforas
- 1954 - O Cerro dos Enforcados
- 1956 - Ar, Água e Luz
- 1956 - O Dinheiro dos Pobres
- 1958 - O Homem do Dia
- 1958 - O Céu da Minha Rua
- 1958 - O Doente Imaginário
- 1959 - Dez Contos de Reis
- 1961 - O Inspector
- 1964 - Riso e Ritmo (RTP)
- 1964 - Vamos Contar Mentiras
- 1967 - O Peixinho Vermelho
- 1967 - Operação Dinamite
- 1969 - Bonança & C.a
- 1969 - O Diabo Era Outro
- 1970 - O Cerco
- 1973 - Doze Homens em Conflito
- 1975 - Legenda do Cidadão Miguel Lino
- 1975 - Schweik na Segunda Guerra Mundial
- 1975 - Sua Excelência
- 1975 - Seara de Vento
- 1975 - Português, Escritor, 45 Anos de Idade
- 1975 - 24, 25, 26
- 1978 - Ivone a Faz Tudo
- 1979 - O Diabo Desceu à Vila
- 1983 - Sem Sombra de Pecado
- 1984 - Opération O.P.E.N.
- 1984 - Chuva na Areia
- 1985 - Aqui Há Fantasmas
- 1986 - Palavras Cruzadas (telenovela)
- 1987 - O Desejado
- 1987 - Lá em Casa Tudo Bem Adelino Lopes
- 1988 - Passerelle
- 1988 - Histórias Que o Diabo Gosta: A Filha
- 1988 - Criada para Todo o Serviço
- 1988 - Humor de Perdição
- 1988 - Contrainte par corps
- 1988 - A Mala de Cartão
- 1989 - Pisca Pisca
- 1990 - Quem Manda Sou Eu
- 1990 - Nem o Pai Morre Nem a Gente Almoça/ Nem o pai morre…
- 1991 - Segno di fuoco
- 1992 - Crónica do Tempo
- 1992 - Coup de foudre: Rendez-vous à Lisbonne
- 1992 - Das Tripas Coração
- 1992 - Vertigem
- 1992 - Cinzas 'Rui Veiga
- 1993 - Verão Quente
- 1993/1994 - Nico D'Obra: O Reveillon e Atenção às Obras pai de Alice
- 1994 - Passagem por Lisboa
- 1994 - Na Paz dos Anjos
- 1996 - Roseira Brava
- 1996 - Polícias
- 1996 - Vidas de Sal
- 1997 - Filhos do Vento
- 1997 - A Grande Aposta
- 1998 - Terra Mãe
- 1998 - Os Lobos
- 2000 - Esquadra de Polícia
- 2000 - A Raia dos Medos
- 2000 - Alves dos Reis
- 2000 - Ajuste de Contas
- 2001 - O Processo dos Távoras ()

Como encenador
- 1969 - A Casa-Fronteira
- 1989 - Pisca Pisca
- 1990 - Quem Manda Sou Eu
- 1990 - Nem o Pai Morre Nem a Gente Almoça/ Nem o pai morre…
- 1995 - Primeiro Amor
- 1996 - Roseira Brava

Como argumentista
- 1964 - Riso e Ritmo
- 1967 - Operação Dinamite
- 1969 - A Casa-Fronteira
- 1973 - O Grande Negócio
- 1989 - Pisca Pisca
- 1992 - Quem Muda a Fralda à Menina?

Como produtor
- 1964 - Riso e Ritmo
- 1994 - Trapos e Companhia

## Homenagens
A Câmara Municipal de Lisboa atribuiu o seu nome a uma rua em frente ao novo Teatro Aberto, na freguesia de Campolide.
A 5 de maio de 2003 foi inaugurado o Teatro Armando Cortez, na Casa do Artista.

## ligações externas
- Armando Cortez. no IMDb.